# Gare de Lévignac
La gare de Lévignac était une gare ferroviaire française, située sur le territoire de la commune de Lévignac, dans le département de la Haute-Garonne, en région Occitanie.
C'était une halte, mise en service en 1903 par la CFSO, et définitivement fermée au trafic des voyageurs et des marchandises en 1946. Situé sur une section déclassée et déferrée, le bâtiment est toujours présent et réaffecté.

## Situation ferroviaire
Établie à 129 mètres d'altitude, la gare de Lévignac était située au point kilométrique (PK) 27,0 de la ligne de Toulouse à Cadours, dont elle constituait le terminus le terminus de la branche de Cornebarrieu à Lévignac.

## Service des voyageurs
Gare fermée située sur une section de ligne déclassée.

## Patrimoine ferroviaire
L'ancien bâtiment est devenu une médiathèque municipale.